# Georges Wambst
Georges Eugène Wambst (Lunéville, 21 juli 1902 – Antibes, 1 augustus 1988) was een Frans wielrenner.
Wambst won tijdens de Olympische Zomerspelen 1924 de gouden medaille in de wegwedstrijd voor ploegen, individueel eindigde hij als achtste.

## Overwinningen
1925
Parijs-Reims
1929
Criterium der Azen
1912: Friborg, Malm, Persson, Lönn ·
1920: Souchard, Canteloube, Detreille, Gobillot ·
1924: Blanchonnet, Hamel, Wambst ·
1928: Hansen, Nielsen, Jørgensen ·
1932: Pavesi, Segato, Olmo ·
1936: Charpentier, Lapébie, Dorgebray ·
1948: Wouters, De Lathouwer, Van Roosbroeck ·
1952: Noyelle, Grondelaers, Victor ·
1956: Geyre, Moucheraud, Vermeulin
- Bibliothèque nationale de France: cb16753227j (data)
- International Standard Name Identifier: 0000 0004 5099 8809
- Virtual International Authority File: 316738167